# Benno Wintersteller
Benno Wintersteller OSB (* 17. November 1940 in Strobl; † 8. Oktober 2018 in Wels) war ein österreichischer Benediktiner des Stiftes Kremsmünster sowie Literaturwissenschaftler.

## Leben und Wirken
Johann Wintersteller absolvierte das Stiftsgymnasium Kremsmünster und begann anschließend am Päpstlichen Athenaeum Sant’Anselmo in Rom ein Studium der Theologie sowie in Salzburg ein Studium der Anglistik und der Germanistik, das er mit dem Magister der Theologie und der Promotion abschloss. Von 1972 bis 2005 war er Lehrer am Stiftsgymnasium. Er war Präfekt im Internat Kremsmünster. Wintersteller wirkte darüber hinaus auch als Kaplan in Kremsmünster-Kirchberg.
In enger Zusammenarbeit mit dem Institut für Germanistik der Universität Wien und dem Literaturwissenschaftler Herbert Zeman entstanden Winterstellers Editionen des Gesamtwerks von Simon Rettenpacher.
Wintersteller war von 1996 bis 2007 Prior der Klostergemeinschaft von Kremsmünster. Er soll auch Beichtvater und enger Vertrauter des ehemaligen Konviktsdirektors Alfons Mandorfer gewesen sein. Sein Grab befindet sich am Klosterfriedhof in Kremsmünster.
Er war seit 1986 Ehrenmitglied der katholischen Studentenverbindung AV Austria Innsbruck im ÖCV.

## Schriften (Auswahl)
- Simon Rettenpacher "Teutsche Reimgedichte". Dissertation, 1973.
- Stift Kremsmünster. Kirchenführer. [Fotos: Elfriede Mejchar. Text: Benno Wintersteller]. Kremsmünster 1977 und 1984.
- (als Hrsg.) Simon Rettenpacher Silvae (I-VI, VII-XII, lateinisch-deutsch, Übersetzung: Walter Zrenner), Wien 2006.
- (als Hrsg.) Simon Rettenpacher Dramen, 2006–2009.